# سيلفيان دوبوي
سيلفيان دوبوي (بالفرنسية: Sylvain Dupuy)‏ هو لاعب اتحاد الرغبي فرنسي، ولد في 22 يونيو 1982 في ألبي في فرنسا.

## وصلات خارجية
- سيلفيان دوبوي على موقع ItsRugby.co.uk (الإنجليزية)